# Agnes Garrett
Agnes Garrett (12 de julho de 1845-1935) foi uma sufragista inglesa e designer de interiores e fundadora, em 1888, da empresa Ladies Dwellings Company.